# Cappeln (Oldenburg)
Cappeln (Oldenburg) è un comune di 7 358 abitanti, della Bassa Sassonia, in Germania.
Appartiene al circondario (Landkreis) di Cloppenburg (targa CLP).